# Josef Hassid
Josef Hassid, (28 de dezembro de 1923 - 7 de novembro de 1950) foi um violinista polônês. Sofria de esquizofrenia motivo pelo qual passou por uma cirurgia de lobotomia. Morreu com 26 anos de idade.